# Amanda Filipacchi
Amanda Filipacchi, née à Paris en 1967, est une écrivaine américaine et française d'expression anglaise, connue surtout pour ses romans humoristiques et controversés. Ses œuvres ont été traduites dans treize langues.

## Biographie
Amanda Filipacchi est la fille du patron de presse Daniel Filipacchi et du mannequinSondra Peterson. Elle commence à écrire des nouvelles en anglais à l’âge de treize ans dans un cours de « creative writing » à l'École américaine de Paris (à Saint-Cloud), où elle restera un an, avant de continuer ses études au Lycée international de Saint-Germain-en-Laye.
À l'âge de dix-sept ans, elle quitte la France pour rejoindre New York où elle suit des études d'écriture créative au Hamilton College, où elle est licenciée en lettres avec une année d’avance. En 1990, Amanda s’inscrit à l'Université Columbia pour obtenir un "Master of Fine Arts" en écriture créative. Elle commence à travailler sur un roman, L'Homme déshabillé (Nude Men). L'une de ses professeurs - également rédactrice dans le magazine The New Yorker - Alice Quinn, la recommande auprès de l'agent littéraire Melanie Jackson.
En 1992, Amanda a vingt-quatre ans et n’est pas encore diplômée, quand son agent vend L'Homme déshabillé à l'éditeur Nan Graham de Viking. Le roman est traduit dans treize langues et est bien accueilli par la critique aux États-Unis. Des extraits paraissent dans plusieurs anthologies, dont The Best American Humor 1994. Les romans suivants d'Amanda Filipacchi, Un nuage dans le placard et Love Creeps, reçoivent également de bonnes critiques et sont traduits dans plusieurs langues.
Ses romans ont reçu des éloges dans la presse et de la part d'auteurs comme Bret Easton Ellis, Tama Janowitz, Edmund White, Dale Peck, Alain de Botton, Kathryn Harrison, et le réalisateur français Louis Malle. Le New York Times la décrit comme une "adorable comique surréaliste", et The Independent compare son œuvre à celle de John Irving, Nabokov, Muriel Spark, John Fante, Angela Carter, Lewis Carroll, Woody Allen et Ann Beattie.  Dans The Village Voice, Love Creeps figurait parmi les 25 meilleurs livres de l’année.
Pour le cinéma, Tagline Pictures a pris une option sur L'Homme déshabillé, et Single Cell Pictures - la compagnie de production de Sandy Stern et Michael Stipe (de R.E.M.) - en a acquis une sur Love Creeps.
Elle vit à New York depuis l’âge de 17 ans.

## Œuvres
- L'homme déshabillé (Nude Men), Viking/Penguin, 1993
- Un nuage dans le placard (Vapor), Carroll & Graf, 1999
- Love Creeps, St. Martin's, 2005 (trad. Denoël, 2006)